# شناسایی جسد
شناسایی جسد (انگلیسی: Body identification) زیر شاخه‌ای از علوم قانونی است که از انواع روش‌های علمی و غیرعلمی برای شناسایی جسد استفاده می‌کند. اهداف پزشکی قانونی توسط تکنیک‌های دقیق شناسایی پزشکی قانونی انجام می‌شود، اما مقدم بر شناسایی عادی است. شناسایی عادی، درخواست یکی از اعضای خانواده یا دوستان قربانی برای شناسایی بصری جسد است.
اگر جسدی به‌شدت تجزیه نشده یا آسیب نبیند، یک یا چند نفر که متوفی را به‌خوبی می‌شناختند می‌توانند هویت او را به‌صورت بصری تأیید کنند. مقامات نیز اسنادی مانند گواهینامه رانندگی، گذرنامه، یا سایر مدارک عکس‌دار معتبر را به‌همراه کارت شناسایی بررسی می‌کنند.
هر گونه تحقیقات رسمی باید برای کمک به شواهد علمی مورد استفاده قرار گیرد، و به کارشناسان پزشکی قانونی اجازه دهد هویت قربانی را تأیید یا رد کنند. در مواردی که این موارد مقدماتی امکان‌پذیر نباشد نیز از روش‌های علمی استفاده می‌شود. تکنیک‌های علمی شناسایی، از جمله آنتروپومتری، آنالیز پوست، سوابق دندانی و ژنتیک، بر فردیت هر بدن تکیه دارند. عواملی مانند اندازه بدن، وزن، اثر پوست و گروه خونی همگی به‌عنوان شاخص‌های شناسایی هویت عمل می‌کنند. کارشناسان پزشکی قانونی این ویژگی‌ها را در فرایند شناسایی جسد تجزیه و تحلیل می‌کنند. این فرایند شامل مقایسه بین اطلاعات قبل از مرگ، توسط بستگان یا اطلاعات یک فرد گم‌شده به‌دست آمده است.

## روش‌های سنتی تحقیق
- آنتروپومتری: آنتروپومتری شامل بررسی اندازه، وزن و ابعاد بدن است.[۵]
- پوست: پوست راه‌هایی را برای شناسایی جسد در اختیار کارشناسان پزشکی قانونی قرار می‌دهد.
  - اثرات پوستی: پوست دارای انواع آثار است که منحصربه‌فرد است. اثر انگشت رایج‌ترین شکل تجزیه و تحلیل اثر پوست در فرایند شناسایی بدن است.[۶]
  - نقایص پوستی: پوست می‌تواند دارای نقایصی باشد که به شناسایی جسد کمک می‌کند، از جمله جای زخم، خال مادرزادی، خال‌کوبی، خال و آکنه.[۷]
  - سن: زوال پوست در طول زمان از نظر فیزیکی قابل شناسایی است.[۷]
  - جنسیت: جنسیت با توجه به موهای صورت و بدن و بلندی ناخن‌های فرد بر درک پوست تأثیر می‌گذارد.[۷]
  - نژاد: نژاد یک فرد می‌تواند به‌عنوان شاخص هویت عمل کند. رنگ پوست یک شناسه بصری نژاد افراد است.[۷]
- دندان‌پزشکی: معاینه دندانی روشی برای شناسایی بدن است که شامل مقایسه سوابق دندانی قبل از مرگ و پس از مرگ، مانند رادیوگرافی و عکس است.[۸]

## روش‌های نوین تحقیق
- ژنتیک
  - پروفایل دی‌ان‌ای: این فرایند شامل استخراج دی‌ان‌ای، کمی‌سازی دی‌ان‌ای و استفاده از فناوری پی‌سی‌آر است.[۹]
    - استخراج دی‌ان‌ای: روش‌های رایج استخراج دی‌ان‌ای شامل فنل، چلکس، سیلیس و دانه‌های مغناطیسی است.[۱۰]
    - فن‌آوری کمی‌سازی دی‌ان‌ای و پی‌سی‌آر: دی‌ان‌ای استخراج شده باید کمی‌سازی شود تا «اطمینان حاصل شود که مقدار بهینه الگوی کمی‌سازی به پی‌سی‌آر اضافه شده است».[۹]

  - نشانگرهای دی‌ان‌ای: نشانگرهای دی‌ان‌ای برای شناسایی ویژگی‌های خاص دی‌ان‌ای استفاده می‌شود که امکان تمایز بین افراد مختلف را فراهم می‌کند.[۱۱]
  - توالی‌یابی نسل بعدی: توالی‌یابی نسل بعدی (NGS) جدیدترین روش شناسایی جسد در ژنتیک است.[۹] این فرایند شامل سه مرحله اساسی است. «آماده‌سازی مجموعه‌ها، ترتیب‌بندی و تفسیر داده‌ها».[۹]
  - تبارشناسی ژنتیکی: تبارشناسی ژنتیکی برای شناسایی افراد متوفی، مظنونین ناشناس و همچنین افراد زنده استفاده شده است.[۱۲] در این روش از ژنومیکس، فناوری‌های پایگاه‌داده کامپیوتری، ژنولوژی و در نمایه‌سازی دی‌ان‌ای ئزشکی قانونی برای شناسایی یک فرد ناشناس استفاده می‌شود.[۱۲]